# Caryopterideae
Rotheceae, tribus medićevki (Lamiaceae) smješten u potporodicu Ajugoideae. Sastoji se od 5 rodova 
Tipični je rod Caryopteris  sa 8 vrsta iz Azije.

## Rodovi
1. Caryopteris Bunge (8 spp.)
2. Pseudocaryopteris (Briq.) P. D. Cantino (3 spp.)
3. Tripora P.D.Cantino (1 sp.)
4. Schnabelia Hand.-Mazz. (5 spp.)
5. Rubiteucris Kudô (2 spp.)
6. Trichostema L. (27 spp.)
7. Volkameria L. (14 spp.)
8. Ovieda L. (8 spp.)